# Calliope pectardens
El ruiseñor de David (Calliope pectardens) es una especie de ave paseriforme de la familia Muscicapidae propia de la meseta tibetana y montañas circundantes.

## Taxonomía
El ruiseñor de David fue descrito científicamente por el naturalista francés Armand David en 1871. Anteriormente se clasificaba en el género Luscinia. Un estudio genético publicado en 2010 descubrió que el género Luscinia no era monofilético. Por ello el género fue escindido y varias especies, incluido el ruiseñor de David, fueron trasladadas al género Calliope.

## Distribución y hábitat
Se encuentra en la meseta tibetana y las montañas que la circundan por el sur y este. Cría en el oeste y centro de China, y pasa el invierno principalmente en el subcontinente Indio, distribuido por el norte de la India, Bangladés y Birmania, Bután y Nepal.  